# Biblioteka Publiczna im. dr. Władysława Biegańskiego w Częstochowie
Biblioteka Publiczna im. dr. Władysława Biegańskiego w Częstochowie – samorządowa instytucja kultury działająca na terenie Częstochowy i powiatu częstochowskiego. Do częstochowskiej biblioteki jest zapisanych około 32 tysiące czytelników, a w 2024 roku instytucja zanotowała prawie 260 tysięcy odwiedzin. Placówka sprawuje również nadzór merytoryczny nad 41 bibliotekami w 16 gminach.  

## Struktura organizacyjna
Struktura organizacyjna Biblioteki Publicznej im. dr. Władysława Biegańskiego w Częstochowie:
- Dyrektor
- Zastępca Dyrektora
- Sekretariat
- Inspektor Danych Osobowych
- Działy specjalistyczne: 
  - Dział Kadr
  - Dział Administracji
  - Dział Finansowo-Księgowy
  - Dział Informatyzacji
- Działy merytoryczne:
  - Dział Gromadzenia i Ewidencji Zbiorów
  - Dział Opracowania Zbiorów
  - Dział Instrukcyjno-Metodyczny
  - Dział Informacyjno-Bibliograficzny wraz z Oddziałem Informacji Regionalnej
- Działy udostępniania:
  - Wypożyczalnia Główna
  - Oddział Czytelnia Główna
  - Oddział dla Dzieci i Młodzieży
  - Muzoteka
  - Filie biblioteczne

## Sieć biblioteczna

### Oddział dla Dzieci i Młodzieży
Oddział dla Dzieci i Młodzieży powstał w 1977 roku i znajduje się w pobliżu Biblioteki Głównej przy alei Kościuszki 4. Od początku istnienia swoją ofertę czytelniczą i kulturalną kieruje do najmłodszych i nastoletnich czytelników. Jest to największa wypożyczalnia zbiorów dla tej grupy w częstochowskiej sieci bibliotecznej. Ponadto posiada bogatą ofertę czytelniczą dla dorosłych.
Oprócz wypożyczeń księgozbioru, audiobooków oraz gier planszowych placówka realizuje wiele ciekawych przedsięwzięć, np. lekcje i wycieczki biblioteczne oraz warsztaty kreatywne. Dla osób zainteresowanych tworzeniem własnych utworów literackich zorganizowała również warsztaty kreatywnego pisania. Natomiast dla nastoletnich fanów literatury bibliotekarki prowadzą Dyskusyjny Klub Książki „Zaczytani”. Poza tym „Młodzieżówka” wraz z Filią 13 organizuje również imprezę pt. „Weekendowe spotkanie z mangą”. Cyklicznie Oddział dla Dzieci i Młodzieży prowadzi Bibliotekę Malucha. W tych zajęciach mogą uczęszczać dzieci od 1,5 roku do 4 lat. Placówka organizuje spotkania z młodzieżą z niepełnosprawnością intelektualną z Publicznej Szkoły Podstawowej Stowarzyszenia Przyjaciół Szkół Katolickich. Dla czytelników z niepełnosprawnościami bibliotekarki oferują również usługę – Książka do domu. Osoby z dysfunkcją wzroku mogą wypożyczyć specjalne „Czytaki” (urządzenie przeznaczone do odsłuchiwania audiobooków). Dzięki mieszkańcom, w ramach finansowania z Budżetu Obywatelskiego miasta Częstochowy placówka przeszła generalny remont w 2017 roku.

Oddział dla Dzieci i Młodzieży
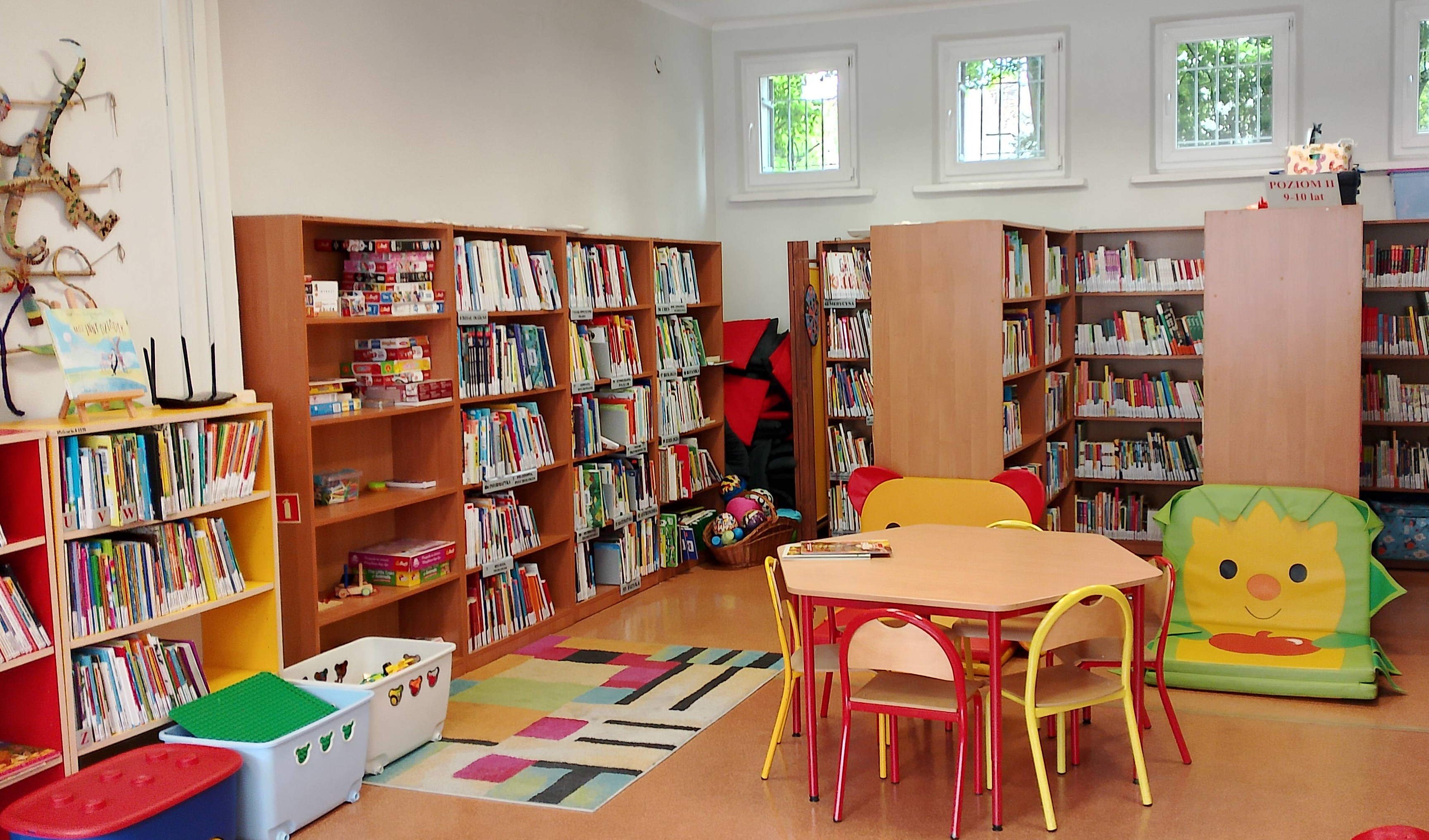
Oddział dla Dzieci i Młodzieży
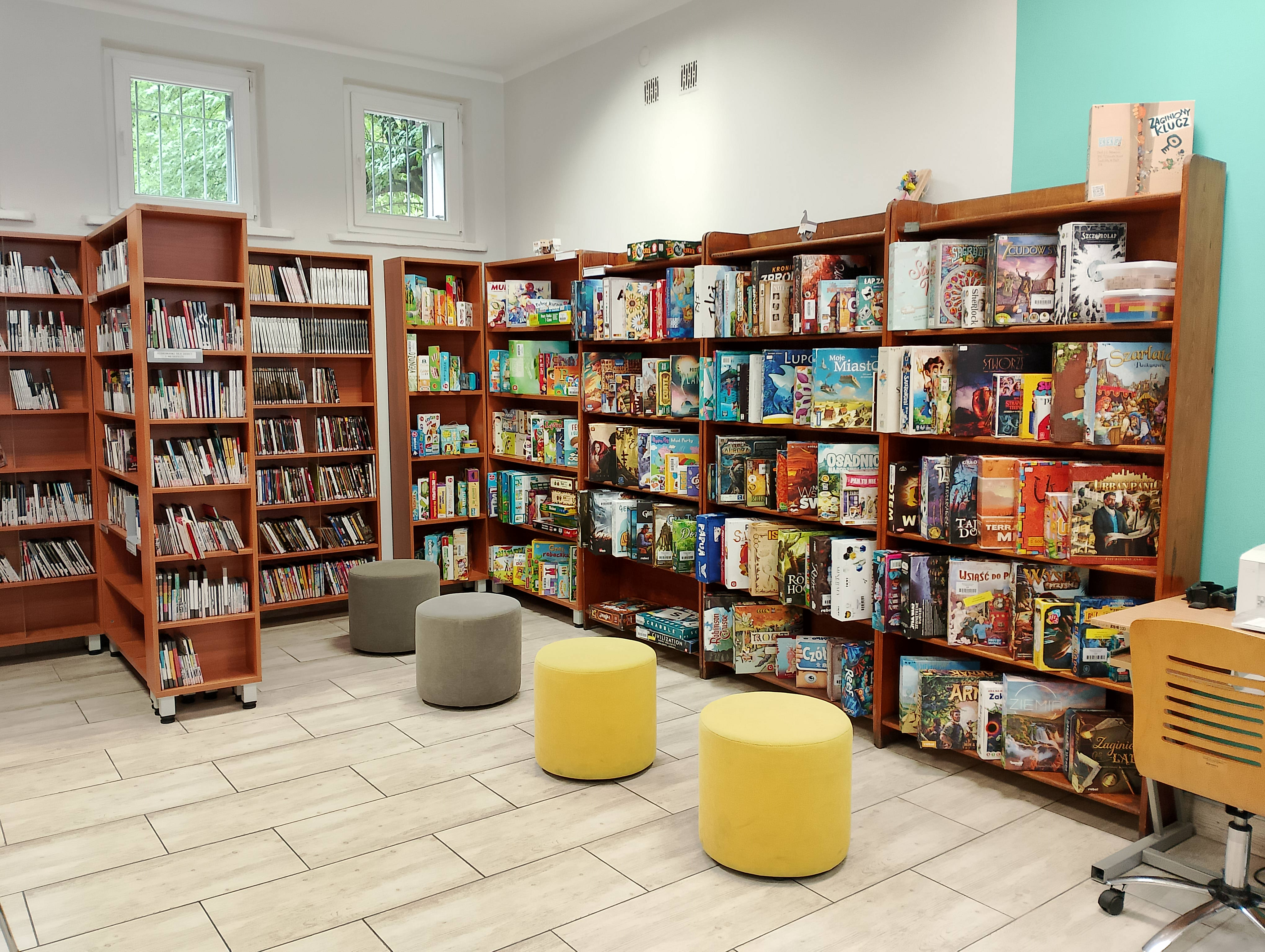
Planszówki
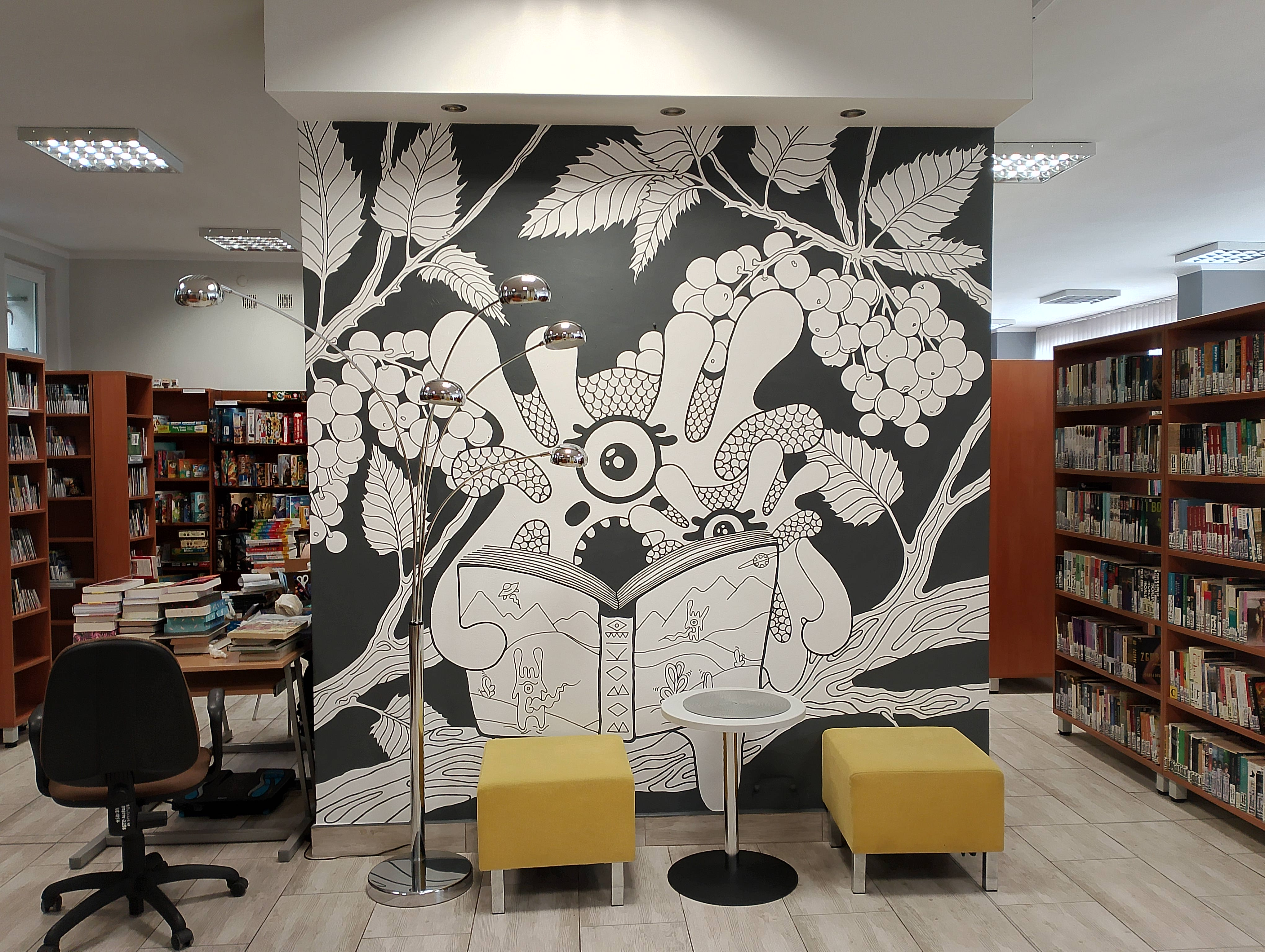
Mural autorstwa Irminy Sętowskiej

### Muzoteka
Częstochowska Biblioteka oferuje czytelnikom dostęp do zbiorów o tematyce muzycznej. Filia Muzyczna została założona w 1979 roku. Placówka w 2020 roku zmieniła siedzibę i obecnie znajduje się w centrum miasta (aleja Kościuszki 4) i otrzymała nazwę Muzoteka. Instytucja znajduje się w sąsiedztwie Oddziału dla Dzieci i Młodzieży, a także Wypożyczalni Głównej. Oprócz tego niedaleko mają swoją siedzibę Zespół Szkół Muzycznych im. M.J. Żebrowskiego oraz Instytut Muzyki Uniwersytetu im. Jana Długosza. 1 października 2021 roku po doposażeniu lokalu pomieszczenie zostało ponownie otwarte dla czytelników.  
W zbiorach placówki zgromadzono kolekcję płyt analogowych oraz płyty CD, nuty i śpiewniki, a także księgozbiór o tematyce muzycznej. Czytelnicy mogą pogłębiać swoje zainteresowania, odsłuchując utwory muzyki poważnej, polskiej muzyki rozrywkowej, bajki i wiersze dla dzieci, a także nagrania spektakli teatralnych oraz recytacji poezji. Ponadto Muzoteka została wyposażona w instrumenty muzyczne: pianino, klawisze elektroniczne, gitary klasyczne oraz małe zestawy perkusyjne, co umożliwia prowadzenie warsztatów, w tym warsztatów DJ-skich. Placówka może powiększać swoje zbiory, dzięki finansowaniu przez czytelników w ramach Budżetu Obywatelskiego Częstochowy. Muzoteka to miejsce spotkań młodzieży, która interesuje się muzyką oraz grą na instrumentach. Mogą tutaj wspólnie poszerzać swoje zainteresowania i spędzać czas w przyjaznym środowisku.

Muzoteka
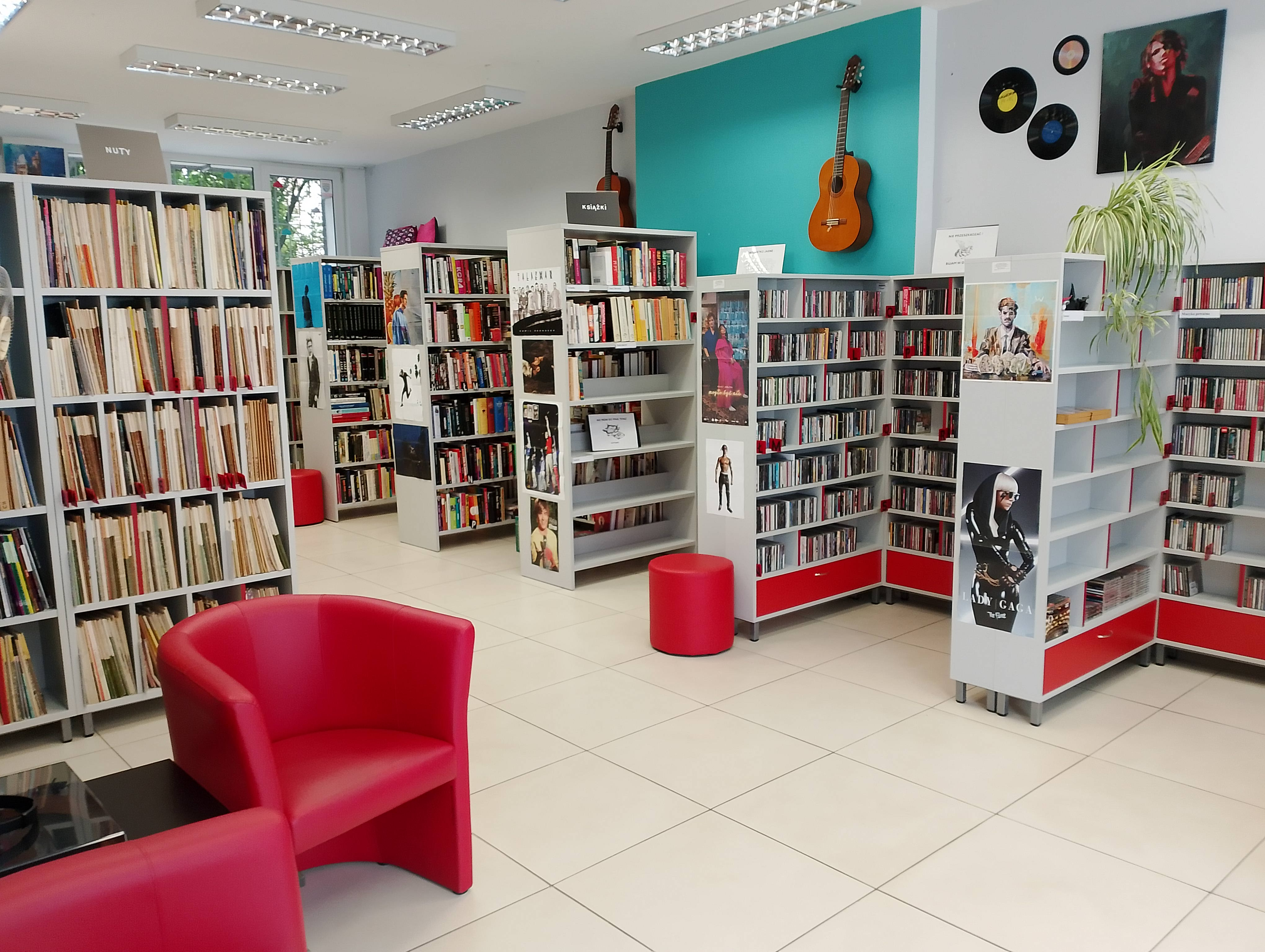
Księgozbiór
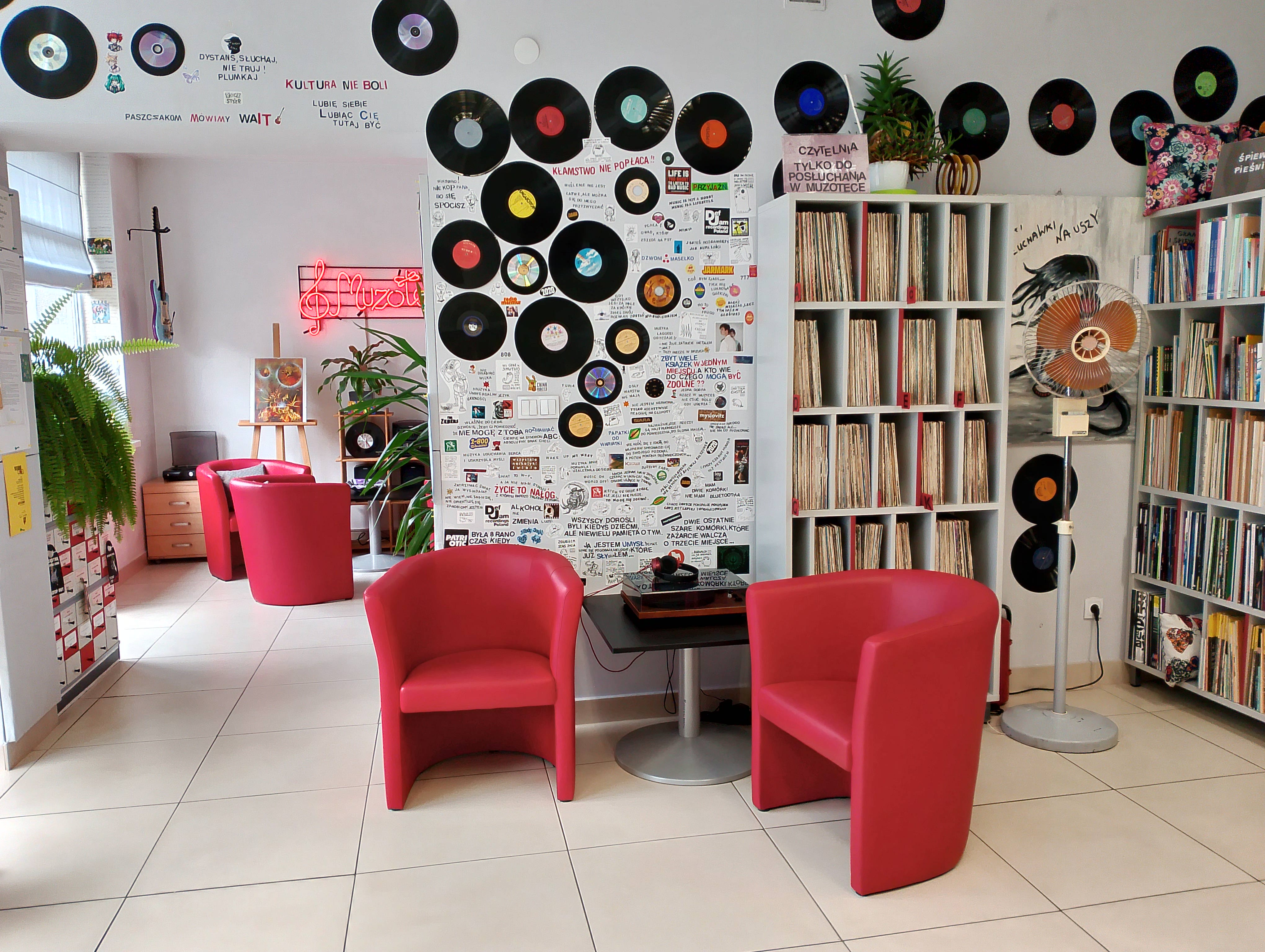
Kącik z płytami winylowymi
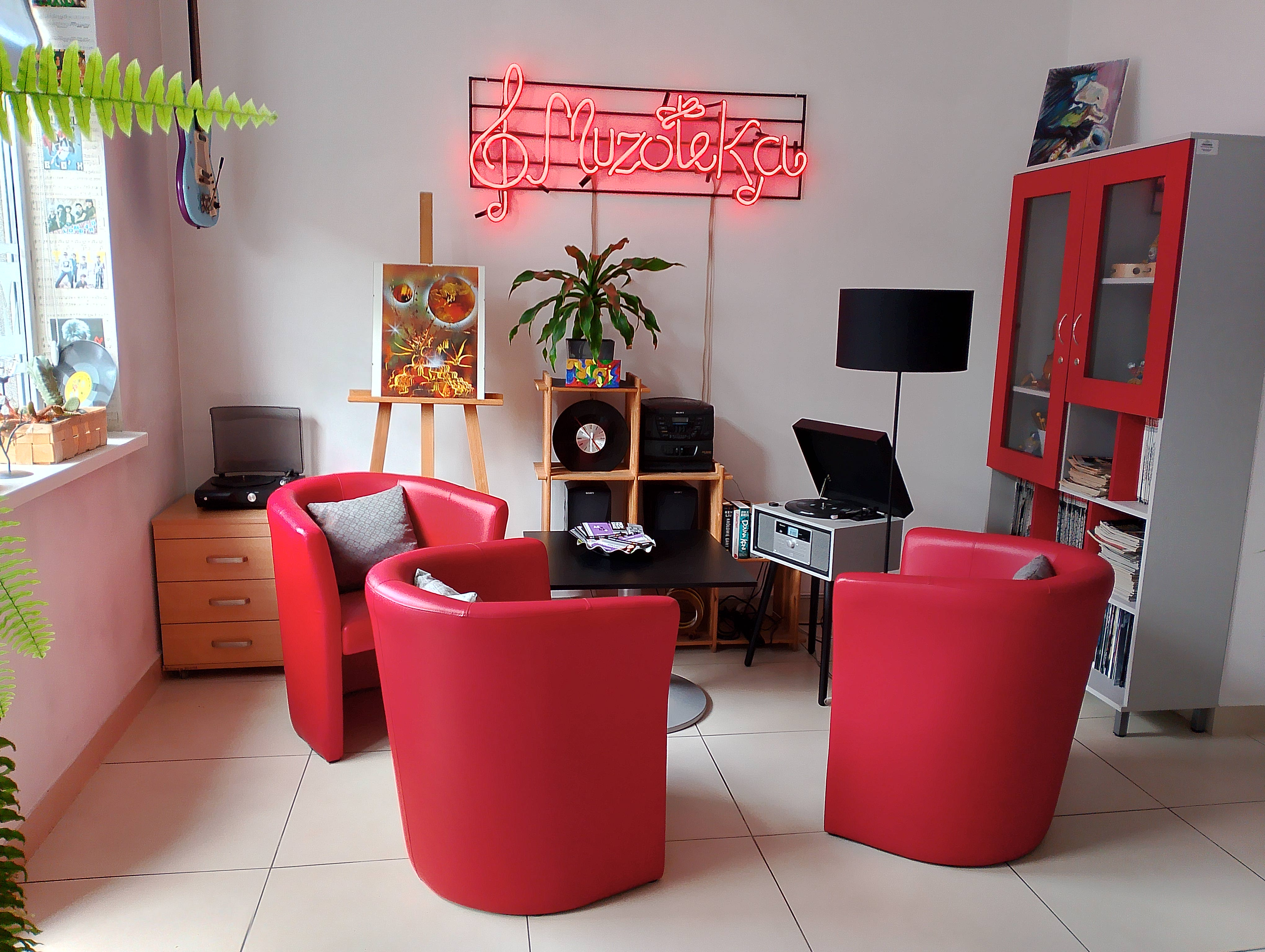
Salonik Muzyczny

### Filie
Po II wojnie światowej i ponownym otwarciu w 1945 roku, placówka sukcesywnie powiększała swoją sieć biblioteczną. Tworzenie nowych filii bibliotecznych wiązało się rozwojem miasta i jego rozbudową. Ponadto przez wiele lat następowała reorganizacja sieci z różnych przyczyn, np. z powodu zmiany lokali, łączenia filii dla dorosłych z filiami dla dzieci. Natomiast przy rozszerzaniu granic administracyjnych miasta zostały włączone w sieć miejską biblioteki gminne w miejscowościach takich jak Gnaszyn, Brzeziny, Dźbów.
| Filia       | Adres                                | Rok powstania | Woluminy (31.12.2024) | Specjalne (31.12.2024) |
| ----------- | ------------------------------------ | ------------- | --------------------- | ---------------------- |
| Filia nr 1  | al. Niepodległości 11                | 1948          | 15 589                | 259                    |
| Filia nr 2  | gen. Wilhelma Orlik-Rückemanna 35/37 | 1949          | 16 567                | 500                    |
| Filia nr 3  | Ułańska 5/7                          | 1949          | 8536                  | 117                    |
| Filia nr 4  | św. Barbary 32                       | 1949          | 9149                  | 58                     |
| Filia nr 5  | Zygmunta Krasińskiego 4              | 1949          | 14 075                | 115                    |
| Filia nr 6  | Władysława Orkana 56A                | 1950          | 10 722                | 281                    |
| Filia nr 7  | al. Pokoju 15/17                     | 1950          | 15 084                | 687                    |
| Filia nr 8  | Księżycowa 2                         | 1953          | 19 933                | 225                    |
| Filia nr 9  | Feliksa Nowowiejskiego 15            | 1956          | 27 881                | 1050                   |
| Filia nr 10 | Kazimierza Michałowskiego 20         | 1957          | 15 824                | 34                     |
| Filia nr 13 | Józefa Mireckiego 28                 | 1963          | 11 916                | 350                    |
| Filia nr 14 | Cypriana Kamila Norwida 17/21        | 1963          | 15 936                | 101                    |
| Filia nr 15 | Jerzego Szajnowicza-Iwanowa 55       | 1963          | 14 891                | 92                     |
| Filia nr 18 | Nadrzeczna 46/48                     | 1969          | 9674                  | 39                     |
| Filia nr 20 | Witolda Gombrowicza 15               | 1970          | 19 645                | 12                     |
| Filia nr 21 | Orzechowa 14                         | 1953          | 10 086                | 32                     |
| Filia nr 22 | Lucjana Rydla 4                      | 1953          | 9447                  | 5                      |
| Filia nr 25 | Wirażowa 8A                          | 1955          | 9221                  | 4                      |

## Zbiory
Biblioteka ma dla czytelników szeroką ofertę beletrystyki, literatury popularnonaukowej oraz publikacji naukowych. Ponadto filie biblioteczne dokładają starań, aby gromadzić zbiory o określonym profilu. Na przykład Filia nr 13 specjalizuje się w udostępnianiu powieści graficznych. Poza tym bibliotekarze w filiach aktywizują czytelników do wspólnego spędzania czasu, oferując gry planszowe. Oprócz tego Biblioteka działa w ogólnopolskim systemie bibliotek cyfrowych ACADEMICA oraz proponuje czytelnikom dostęp do grupy czasopism udostępnianych cyfrowo.  

### Pierwszy księgozbiór
Mieczysława Biegańska, wdowa po Władysławie Biegańskim ofiarowała Bibliotece 150 tomów książek naukowych i roczników czasopism. Wśród nich znalazły się publikacje z dziedzin takich jak historia naturalna, medycyna, filozofia, humanistyka, a także publikacje doktora Biegańskiego. W księgozbiorze zgromadzono przede wszystkim literaturę naukową. Z informacji zawartych w I księdze inwentarzowej wynika, iż do dnia otwarcia księgozbiór Biblioteki liczył około 1300 woluminów. Następnie do 1923 roku zbiory powiększyły się do 2576 publikacji. W zbiorach przeważała literatura w języku polskim, ale znalazły się również pozycje w języku rosyjskim, niemieckim, francuskim oraz angielskim. Darczyńcami byli m.in. Warszawska Biblioteka Publiczna, Warszawskie Towarzystwo Kursów Naukowych oraz osoby prywatne – rejent Stanisław Leopold Biernacki, pan Kwiatkowski, Ludwika Rozenfeldowa.

### Książki
Obecnie Biblioteka oferuje czytelnikom dostęp do 418 096 woluminów książek i czasopism (2024). W Czytelni Naukowej zostały zgromadzone zbiory o wyjątkowej treści i formie takie jak encyklopedie polskie i obce, np. Encyklopedia Britannica w języku angielskim, Encyklopedia Brockhaus w języku niemieckim, Encyklopedia Larousse w języku francuskim oraz Wielka Encyklopedia Radziecka, tzw. Bolszaja, w języku rosyjskim (początek XX w.), Ilustrowana encyklopedia Trzaski, Everta i Michalskiego, Wielka ilustrowana encyklopedia powszechna wydawnictwa Gutenberga, Bibliografia polska XIX stulecia autorstwa Karola Estreichera. Ponadto zgromadzono pierwsze wydania literatury pięknej. Posiada też reprint najstarszej polskiej encyklopedii Nowe Ateny autorstwa Bogdana Chmielowskiego. W czytelni znajduje się też kolekcja książek miniaturowych, gdzie najmniejszą książeczką jest poemat Mazowsze Władysława Broniewskiego o wymiarach 6x4 cm. Pozyskano również Herbarz polski Kaspra Niesieckiego oraz Herbarz polski. Wiadomości historyczno-genealogiczne o rodach szlacheckich autorstwa Adama Bonieckiego. W zbiorach znajduje się też wiele książek z dedykacjami dla Biblioteki, a także z dedykacjami po spotkaniach autorskich oraz z wyjątkowymi ekslibrisami.      
W Czytelni Naukowej zgromadzono wiele książek z dziedzin takich jak architektura, sztuka (kolekcja albumów malarskich), językoznawstwo, literaturoznawstwo, etnografia (dzieła Oskara Kolberga), historia, ekologia, ekonomia, zarządzanie, budownictwo, lingwistyka, prawo, zielarstwo, bibliografie, zbiory poezji oraz słowniki (Polski Słownik Biograficzny, Słownik staropolski, Słownik języka polskiego Samuela Bogumiła Lindego). Na uwagę zasługują wydawnictwa z dziedzin humanistycznych, w których gromadzeniu Biblioteka przez długi czas się specjalizowała, co było zasługą ówczesnej kierowniczki Działu Gromadzenia i Opracowania Zbiorów Krystyny Kotlińskiej-Stączek. Obecnie w Czytelni gromadzone są zbiory, których profil często określają oczekiwania czytelników, wiąże się to z uruchamianiem nowych kierunków na uczelniach częstochowskich, a także z zainteresowaniami lokalnej społeczności.   
Wypożyczalnia Główna skupia się głównie na gromadzeniu literatury pięknej zgodnie z profilem biblioteki publicznej, ale w jej księgozbiorze znajduje się również grupa książek popularno-naukowych i naukowych, które czytelnicy mogą wypożyczać do domu. Ponadto wypożyczalnia posiada zbiór książek w językach obcych – angielskim, francuskim, niemieckim, hiszpańskim, ukraińskim i rosyjskim.   

### Czasopisma
Biblioteka prenumeruje 146 tytułów (2025). Zainteresowani mogą skorzystać z czasopism, dzienników, magazynów ilustrowanych oraz wydawnictw popularno-naukowych.      
Biblioteka udostępnia czasopisma z wielu dziedzin, m.in.: 
- czasopisma historyczne, np. „Kwartalnik Historyczny”, „Mówią Wieki”, „Wiadomości Historyczne”,
- czasopisma literackie, np. „Dialog”, „Poezja”, „Twórczość”, „Znak”,
- czasopisma przyrodnicze, np. „Aura”, „Poznaj Swój Kraj”, „National Geographic”, „Chrońmy Przyrodę Ojczystą”,
- czasopisma prawnicze, np. „Państwo i Prawo”, „Palestra”, „Studia Prawnicze”,
- czasopisma społeczno-polityczne, np. „Polityka”, „Newsweek Polska”, „Tygodnik Powszechny”, „Wprost”,
- czasopisma psychologiczne, np. „Charaktery”, „Kwartalnik Psychologiczny”, „Przegląd Psychologiczny”,
- czasopisma pedagogiczne, np. „Nowa Szkoła”, „Problemy Opiekuńczo-Wychowawcze”, „Dyrektor Szkoły”, „Życie Szkoły”,
- czasopisma socjologiczne, np. „Polityka Społeczna”, „Praca Socjalna”, „Studia Socjologiczne”,

oraz tytuły związane z biznesem, marketingiem, logistyką, motoryzacją, zdrowiem, tytuły kobiece, sportowe oraz gazety codzienne.            
W Czytelni Czasopism udostępniane są również czasopisma archiwalne takiej jak „Trybuna Ludu” (1952–1985), „Trybuna Robotnicza” (1963–1982), „Bluszcz” (społeczno-literacki ilustrowany tygodnik kobiecy, 1886–1931), „Ateneum” (1876–1901), „Tygodnik Illustrowany” (1867–1934), „Kłosy” (czasopismo ilustrowane poświęcone literaturze, nauce i sztuce, 1868–1887), „Tygodnik Powszechny” (1945–obecnie), „Polityka”, „Biesiada Literacka” (czasopismo społeczno-kulturalne, 1883–1914), „Wędrowiec” (tygodnik podróżniczo-geograficzny i społeczno-kulturalny, 1878–1904).            
W Czytelni Czasopism można skorzystać również z czasopism lokalnych, np. „Niedziela. Tygodnik dla katolików diecezji częstochowskiej” (1929–1938, 1945–1953, 1981–obecnie), „Goniec Częstochowski” (1907–1939). Ponadto w tym dziale znajduje się „Częstochowski Głos Narodu” (1945–1947), który zmienił tytuł na „Życie Częstochowy” oraz „Gazeta Częstochowska” (od 1956).

### Regionalia/Czenstochoviana
W 1980 roku w ramach Działu Informacyjno-Bibliograficznego powstał Oddział Informacji Regionalnej. W tym miejscu zebrano cały księgozbiór, dotyczący Częstochowy i regionu. Tematyka obejmuje różne dziedziny takie jak historia, przyroda, geologia, sport, sztuka, tematyka sakralna, a także biografie słynnych częstochowian. Specjalne miejsce zajmuje literatura piękna tworzona przez regionalnych pisarzy. Ponadto w dziale zebrano zbiory specjalne: pocztówki, fotografie, ekslibrisy, mapy, plany, mikrofilmy, rękopisy. W oddziale znajdują się również dokumenty życia społecznego, np. album miasta z 1927 roku, dokumenty cechu bednarzy. Czytelnicy mogą także zapoznać się z rocznikami prasy regionalnej sprzed 1945 roku. 
Wśród najciekawszych zbiorów znajduje się maszynopis Józefa E. Grygosińskiego – Powstanie Styczniowe w ziemi częstochowskiej z 1933 roku. W Bibliotece można również obejrzeć katalog wystawy ekslibrisów z okazji 80-lecia istnienia Biblioteki. Dzieła stworzyli graficy z Polski, Czech, Rumunii i Ukrainy. Artyści przygotowali 17 ekslibrisów w kilku technikach graficznych.                                                                                                                                                                                                                                                                                                                                                                                                                                                                                                                                                                                                                                                                                                                                                                                                                                                                                                                                                                                                                                                                                                                                                                                                                                                                                                                                                                                                                                                                                                                                                                                                                                                                                                                                                                                                                                                                                                                                                                                                                                                                                                                                                                                                                                                                                                                                                                                                                                                                                                                                                                                                                                                                                                                                                                                                                                                                                                                                                                                                                                                                                                                                                                                                                                                                                                                                                                                                                                                                                                                                                                                                                                                                                                                                                                                                                                                                                                                                                                                                                                                                                                                                                                                                                                                                
| Placówka                           | Woluminy | Specjalne | Razem   |
| ---------------------------------- | -------- | --------- | ------- |
| Czytelnia Naukowa                  | 53 549   | 3020      | 56 569  |
| Czytelnia Czasopism                | 10 893   | 0         | 10 893  |
| Wypożyczalnia                      | 64 381   | 19        | 64 400  |
| Oddział dla Dzieci i Młodzieży     | 25 124   | 4079      | 29 203  |
| Oddział Informacji Regionalnej     | 6590     | 760       | 7532    |
| Dział Informacyjno-Bibliograficzny | 1263     | 0         | 1263    |
| Gabinet Metodyczny                 | 517      | 7         | 524     |
| Dział Wewnętrzny                   | 67       | 0         | 67      |
| Muzoteka                           | 1536     | 14 534    | 16 070  |
| Filie                              | 254 176  | 4048      | 258 224 |
| Razem                              | 418 096  | 26 467    | 444 563 |

Stan na 31 grudnia 2024

## Działalność kulturalno-edukacyjna
Podstawową działalnością biblioteki jest popularyzacja czytelnictwa i prowadzenie lekcji bibliotecznych oraz wycieczek szkolnych do filii bibliotecznych. W związku ze zmianami w latach 90. instytucja włączyła się w działania z zakresu integracji społecznej. Biblioteka prowadzi działalność kulturalno-edukacyjną skierowaną do różnych grup czytelniczych – dzieci, dorosłych oraz seniorów, a także dla osób z niepełnosprawnościami i szczególnymi potrzebami. Przedsięwzięcia są organizowane w głównym budynku (al. NMP 22) oraz filiach bibliotecznych. W 2024 roku Biblioteka zorganizowała 361 imprez z udziałem 8386 uczestników, natomiast w 2019 roku odbyło się w ramach działalności bibliotecznej około 2500-3000 imprez, w których uczestniczyło około 40 tysięcy osób.    
Biblioteka organizuje różnorodne inicjatywy interdyscyplinarne: spotkania autorskie, warsztaty kreatywne, warsztaty plenerowe, koncerty oraz imprezy tematyczne, np. dla fanów popkultury, podróży, sztuki, historii. W ramach spotkań autorskich bibliotekę odwiedzili m.in. Wojciech Tochmann, Olga Wiechnik, Marcin Kydryński, Paweł Pieniążek i Iwona Szelezińska. Organizowane są tematyczne spacery po mieście, np. literackie, filmowe, śladami dr. Władysława Biegańskiego oraz do parków podjasnogórskich. Biblioteka i filie prowadzą ponadto działalność wystawienniczą. W jej murach mogą prezentować prace twórcze lokalne artystki i artyści: malarze, fotografowie, ilustratorzy i graficy.   

## Współprace partnerskie
Biblioteka prowadzi cztery Dyskusyjne Kluby Książki dla dorosłych („Centrala”, „Książkopolis”, „Wojowniczki Wersetów,” „Przy książce można...”) oraz dwa dla młodzieży („Moliki” i „Zaczytani”). Klub Książki został zorganizowany również w Areszcie Śledczym w Częstochowie.
Oprócz tego Biblioteka współpracuje z innymi częstochowskimi instytucjami w ramach działalności kulturalno-edukacyjnej, takimi jak szkoły podstawowe i przedszkola, Centralna Szkoła Państwowej Straży Pożarnej w Częstochowie, Schronisko dla Bezdomnych Zwierząt w Częstochowie, Sekcja Bibliotekarska przy Oddziale Związku Nauczycielstwa Polskiego, Muzeum Częstochowskie, Festiwal Dekonstrukcji Słowa „Czytaj”, Ośrodek Promocji Kultury „Gaude Mater” oraz Ośrodek Kultury Filmowej „Iluzja”, Stowarzyszenie Senior „TUR”, Fundacja „Adullam”, Zespół Państwowych Szkół Plastycznych im. Jacka Malczewskiego, Katolickie Szkoły Specjalne Stowarzyszenia Przyjaciół Szkół Katolickich im. św. Antoniego z Padwy w Częstochowie, Oddział Częstochowski Polskiego Towarzystwa Geograficznego.

## Działania instruktorskie
Po powstaniu Wojewódzkiej i Miejskiej Biblioteki Publicznej w 1975 roku instytucja przejęła opiekę instruktorską nad bibliotekami w województwie częstochowskim. W ramach tej działalności wydawała lokalną publikację „Biblioteka w Gminie”. Obecnie Biblioteka wykonuje te działania na podstawie Porozumienia z 18 marca 2008 roku między Powiatem Częstochowskim a Gminą Częstochowa w sprawie powierzenia Bibliotece Publicznej im. dr. Władysława Biegańskiego w Częstochowie wykonywania zadań instruktażowych i pomocy metodycznej bibliotekom publicznym na terenie powiatu częstochowskiego oraz organizacji doskonalenia zawodowego dla pracowników merytorycznych bibliotek.
Biblioteka udziela instruktażu bibliotekom oraz ich filiom na terenie gmin: Blachownia, Dąbrowa Zielona, Janów, Kamienica Polska, Kłomnice, Koniecpol, Konopiska, Kruszyna, Lelów, Mstów, Mykanów, Olsztyn, Poczesna, Przyrów, Rędziny, Starcza.
Do obowiązków instruktorek należy organizacja i pomoc działań merytorycznych dotyczących wszystkich bibliotekarzy całej sieci bibliotek miejskich i powiatowych, m.in.:
- sprawdzenie prawidłowości prowadzenia dokumentacji, w tym ewidencji wpływów i ubytków,

- ocena stanu księgozbiorów pod względem aktualności i przydatności,

- ocena stanu bazy lokalowej placówek,

- pomoc w przeprowadzeniu inwentaryzacji księgozbiorów,

- pomoc interpretacyjna w zakresie stosowania przepisów prawa bibliotecznego[31],
- działania systemowe związane z wypożyczaniem i prezentowaniem katalogu bibliotecznego w systemie SOWA,
- nadzór merytoryczny nad pracami związanymi z gromadzeniem, opracowaniem i udostępnianiem zbiorów bibliotecznych.

Ponadto Biblioteka organizuje narady analityczne dla dyrektorów bibliotek gminnych wraz z instruktorem z Biblioteki Śląskiej, na których omawiane są bieżące sprawy oraz działania np. pracy czytelni bibliotecznych, działań z młodzieżą na ich rzecz i wspólnie z nią, reorganizacji przestrzeni bibliotecznej, wykorzystywania AI w promocji biblioteki, standardów i procedur ochrony małoletnich oraz sygnalistów i rzecznictwa, a także szkoleń organizowanych przez Bibliotekę Śląską lub inne biblioteki województwa śląskiego, dostępu do e-bibliotek, Dyskusyjnych Klubów Książki, wydarzeń kulturalnych i edukacyjnych w gminach.
W 2024 roku pracownice Działu Instrukcyjno-Metodycznego zrealizowały 89 wyjazdów instruktorskich. 

## Wydawnictwa
Biblioteka prowadziła działalność wydawniczą i w jej ramach ukazały się następujące wydawnictwa:

### Aleje 3
Inicjatorem utworzenia tego wydawnictwa i jego założycielem był Tadeusz Gierymski. Czasopismo ukazywało się w latach 1995–2011. Pierwszym wydawcą magazynu był Ośrodek Promocji Kultury „Gaude Mater”. Nazwa periodyku została wyłoniona w konkursie zorganizowanym przez OPK „Gaude Mater", a zwycięską nazwę podał pan Krzysztof Pikor.   
Od numeru 14 wydawcą publikacji została Wojewódzka i Miejska Biblioteka Publiczna w Częstochowie. Dokonano drobnej korekty nazwy, zmieniając jej zapis na „aleje 3”. Zmienił się również redaktor i funkcję tę objął Tadeusz Piersiak. Pismo uzupełniono treściami o działalności instytucji kultury w mieście. Do współpracy zaproszono debiutantów, a także wszystkich zainteresowanych częstochowian. Działy redakcyjne objęły następujące osoby: poezja –Tadeusz Gierymski, proza – Krystian Piwowarski, młoda literatura – Sławomir Bruszewski, malarstwo – Marek Czarnołęski. Natomiast za za szatę graficzną magazynu odpowiadał Arkadiusz Zając.   
Nastąpiła kolejna zmiana w redakcji – od numeru 16 objął tę funkcję Krystian Piwowarski, a do redakcji dołączył Bogdan Hennig – zastępca dyrektora Wojewódzkiej i Miejskiej Biblioteki Publicznej. Od numeru 42 redaktorem naczelnym został Marian P. Rawinis (wcześniej kierował pismem od 7. do 14. numeru), a następnie od 83. do 88. numeru – Agnieszka Batorek (obecnie zastępca dyrektora Biblioteki). Czasopismo zakończyło swoją działalność pod koniec 2011 roku. Ostatni numer zawierał 70 stron i był wydany w nakładzie 400 egzemplarzy.  
Czasopismo zawierało treści takie jak wspomnienia o twórcach związanych z Częstochową, fragmenty prozy i poezji częstochowskich twórców, artykuły o pisarzach, poetach, recenzje tomików poetyckich oraz sprawozdania z imprez literackich. Periodyk informowało również o nowych publikacjach wydawanych w Częstochowie.